# Soil (groupe)
Soil, souvent typographié SOiL, est un groupe de nu metal américain, originaire de Chicago, dans l'Illinois. Le groupe est actuellement composé de Ryan McCombs (chant), Adam Zadel (guitare) et Tim King (basse). Soil a notamment participé à la bande originale du remake du film Massacre à la tronçonneuse, publiée en 2003, avec la chanson Pride. La B.O. de ce film fait également participer des groupes tels que Pantera, Static-X, ou encore Fear Factory.
Soil est aussi le nom du groupe précurseur de System of a Down, fondé par Serj Tankian et Daron Malakian en 1993, et d'une chanson du premier album de celui-ci. Certains croient donc à tort que SOiL est « l'ancêtre » de System of a Down.

## Biographie

### Débuts (1997–2001)
Soil est originellement formé en 1997 par trois des quatre membres du groupe de death metal Oppressor, rejoints par le guitariste du groupe Broken Hope - comme projet parallèle à l'autre autre groupe. Ryan McCombs est ensuite recruté au chant.
La formation originale du groupe comprend Ryan McCombs, Shaun Glass (The Bloodline), Tom Schofield, Tim King, et Adam Zadel (tous ex-Oppressor). Les trois premiers albums de Soil, Soil (EP), El Chupacabra (EP) et leur premier album Throttle Junkies, ne parviennent pas à populariser le groupe. C'est à ce moment que tous les membres de Soil quittent leurs autres groupes pour se consacrer uniquement à Soil. 
La chanson Halo les popularise à la radio, et les labels luttent pour signer un contrat avec Soil. Le groupe signe finalement avec le label J Records de Clive Davis, qui a auparavant signé des groupes et artistes comme Pink Floyd et Bruce Springsteen. Soil trouve enfin le succès avec l'album Scars, publié le 11 septembre 2001. L'album comprend les singles Halo et Unreal qui seront diffusés sur MTV. Ce succès permet au groupe de remporter un Readers' Choice Award au magazine Metal Edge (juin 2002).

### RedefineetTrue Self(2004–2007)
En 2004, le groupe publie son deuxième album, Redefine. Ils tournent ensuite en soutien à l'album, et reviennent en studio pour écrire une suite. peu après, Ryan McCombs annonce son départ pour se consacrer à sa famille, forçant le groupe à annuler ses dates de concert. Le chanteur A.J. Cavalier, ancien membre des groupes World In Pain et Diesel Machine, est recruté le 15 novembre 2004. 
Le 20 juillet 2005, McCombs devient le nouveau chanteur de Drowning Pool. Le 21 septembre 2005, Soil signe avec le label indépendant DRT Entertainment. Leur album True Self est publié le 2 mai 2006. L'album filtre via le P2P et BitTorrent le 4 mars, presque deux mois avant sa sortie officielle. SOiL se lance dans une tournée mondiale en soutien à l'album. En novembre 2007, Shaun Glass se sépare du groupe à cause de divergences musicales et personnelles.

### Picture Perfect(2009–2012)
Le 20 octobre 2009, l'album Picture Perfect est publié par le label Bieler Bros Records à l'international, sauf en Europe, où il est distribué par AFM Records. Picture Perfect est produit par Johnny K (Disturbed, Staind), Ulrich Wild (Deftones, Incubus) et Soil, avec Dave Fortman (Mudvayne, Evanescence) au mixage audio. Il comprend le single Like it Is. En janvier 2010, The Lesser Man est annoncé comme second single.
Le 23 juillet 2010, le chanteur A.J. Cavalier, et le batteur Tom Schofield annoncent leur départ. Le chanteur Jordan Lee et le batteur Mike Tignino sont alors recrutés et annoncés pour leurs dates de concert à venir. Le groupe se réunit ensuite avec le chanteur Ryan McCombs pour une tournée britannique en 12 dates avec Puddle of Mudd en octobre 2011 pour célébrer le dixième anniversaire de Scars. L'ancien batteur de Staind, Jon Wysocki, y participe également. Sony Music UK annonce en 2011 que Scars est certifié disque d'argent au Royaume-Uni avec plus de 60 000 exemplaires vendus. 
Soil annonce des dates de concert aux États-Unis pour 2012. Le tout premier DVD de Soil, intitulé Re-LIVE-ing The Scars est publié le 8 mai 2012.

### Whole(depuis 2013)
Le sixième album de Soil, Whole, est publié le 16 août 2013 à l'international, et le 20 août 2013 en Amérique du Nord. Le premier single est Shine On, et le second, The Hate Song, est publié en 2014. En 2016, Soil travaille sur un septième album.

## Membres

### Membres actuels
- Adam Zadel – guitare, chœurs (depuis 1997)
- Tim King – basse, chœurs (depuis 1997)
- Ryan McCombs – chant (1997–2004, depuis 2011)
- Mitch Gable – batterie (depuis 2012)

### Anciens membres
- Tom Schofield – batterie (1997–2010)
- Shaun Glass – guitare (1997–2007)
- A.J. Cavalier - chant (2004–2010)

### Membres de tournée
- Jordan Lee – chant (2010–2011)
- Mike Tignino – batterie (2010–2011)
- Jon Wysocki – batterie (2011–2012)